# Bouvier (chien)
Pour les articles homonymes, voir bouvier.

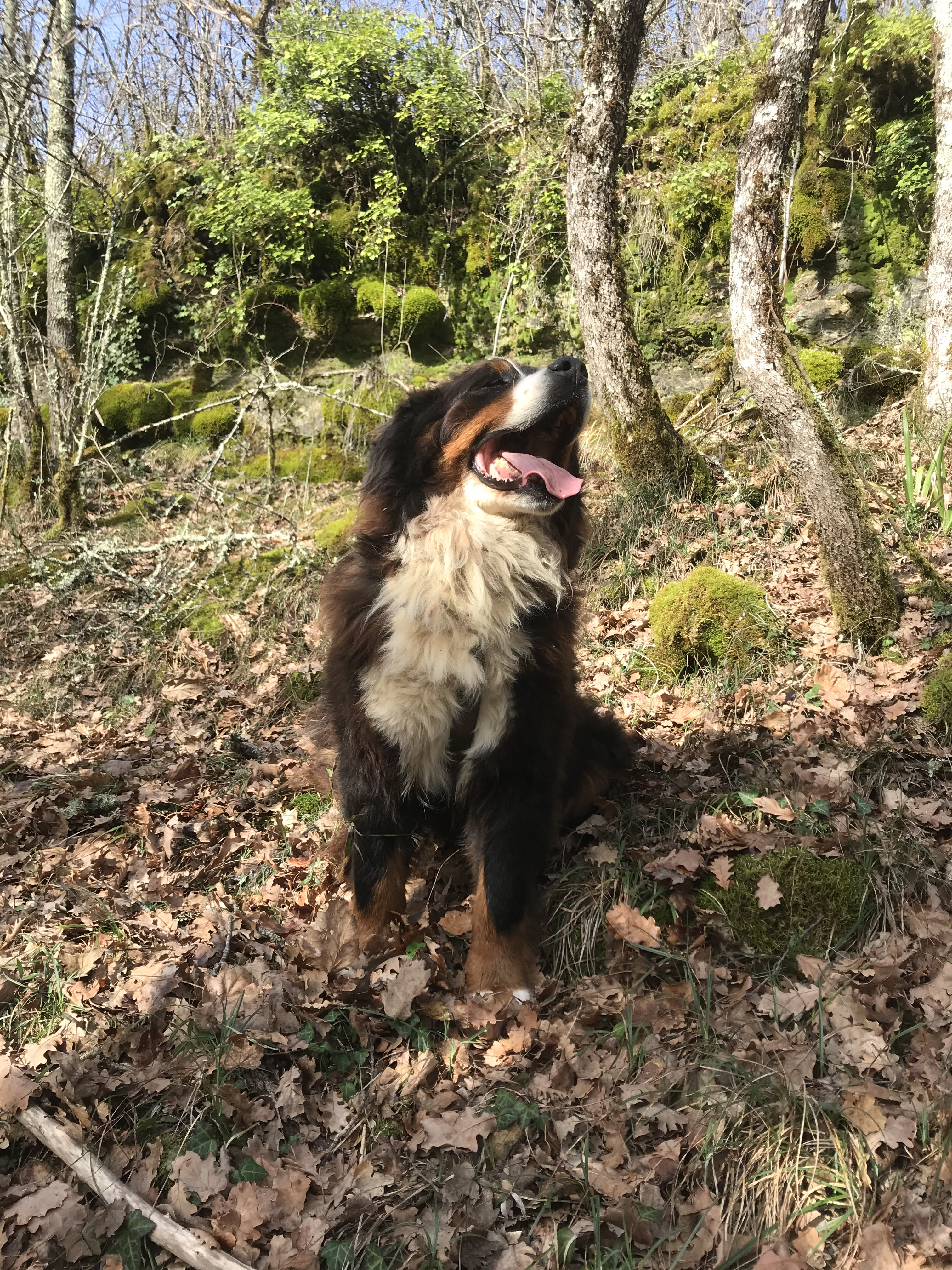
Bouvier bernois, l'un des quatre types de bouviers suisses.

Le bouvier (la bouvière pour les femelles) est un type de chien regroupant plusieurs races. L'appellation bouvier utilisée vis-à-vis d'un chien signifiait qu'il gardait les troupeaux de bovins (en général des vaches auprès de leurs maîtres eux-mêmes appelés bouviers). Aujourd'hui l'appellation se fait rare pour exprimer cette fonction, et elle apparaît surtout pour désigner certains types de chien regroupés dans la section 2 du groupe 1 selon la nomenclature FCI.

## Appellation et fonction
Les bouviers ont donc en commun d'avoir eu ce rôle de gardien de bovins auprès de l'homme. 
Il n'y a pas de délimitation précise à cette appellation. Des chiens d'autres races peuvent aussi être ou avoir été des bouviers par leur fonction prépondérante (ou non), sans que cela apparaisse dans la dénomination de la race.
À l'inverse, certains bouviers sont classés dans les molossoïdes, car leur stature de chien de montagne paraît prépondérante à leur fonction.

## Races de chien bouvier (liste non exhaustive)

### Les bouviers suisses
- Bouvier bernois (FCI groupe 2)[1]
- Bouvier de l’Appenzell (FCI groupe 2)
- Bouvier de l'Entlebuch (FCI groupe 2)
- Grand bouvier suisse (FCI groupe 2)

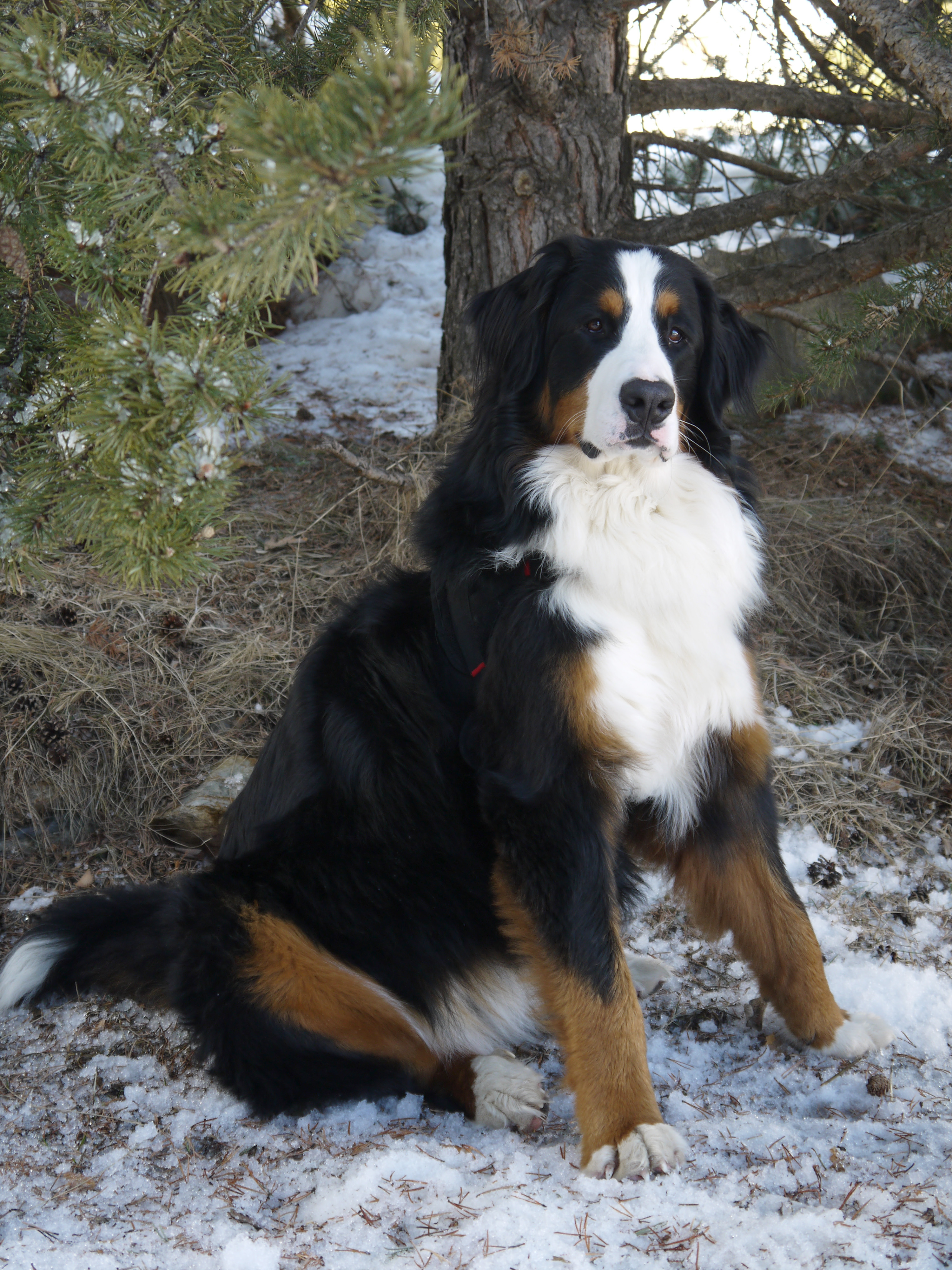
bernois,
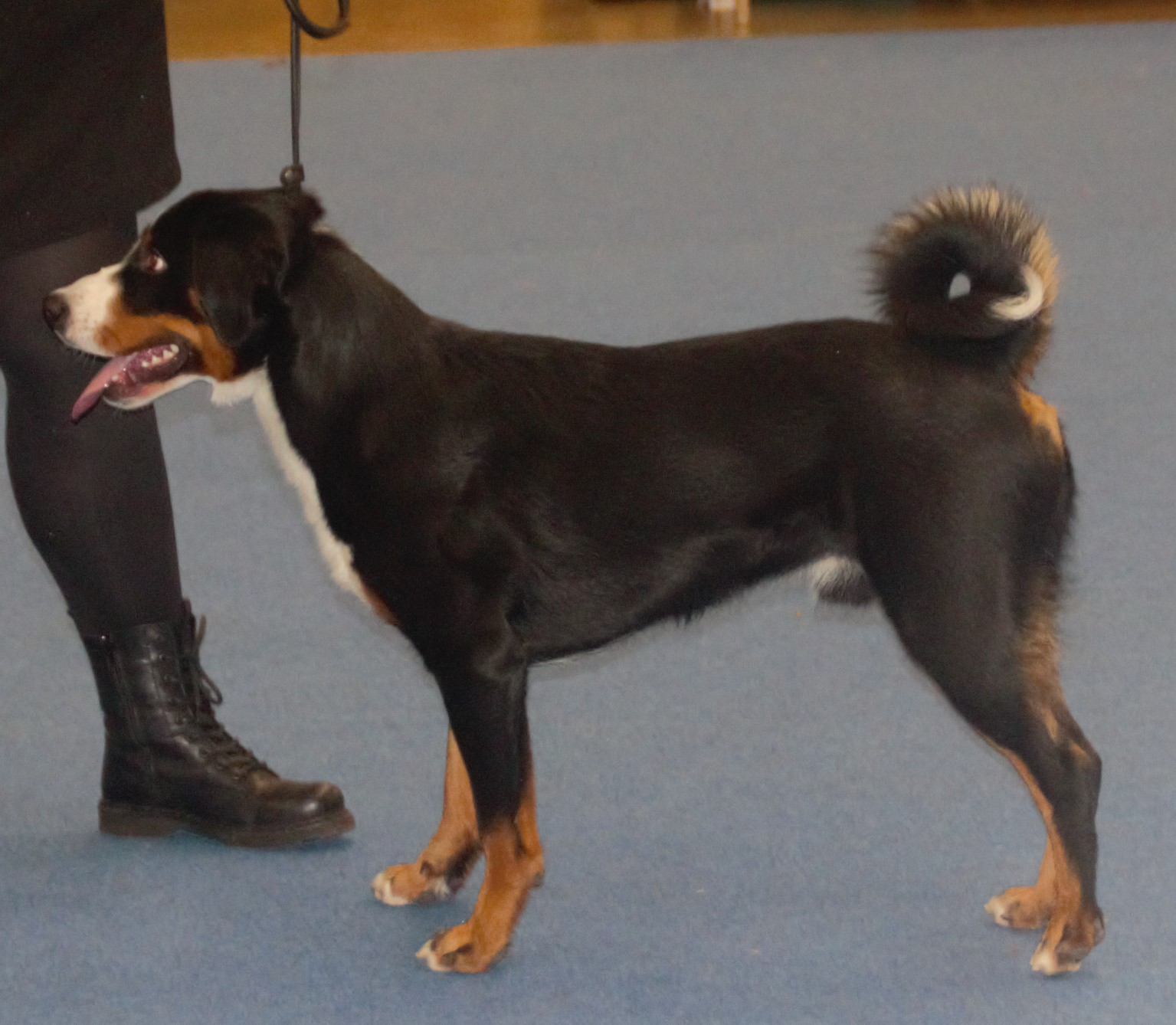
de l'Appenzell,
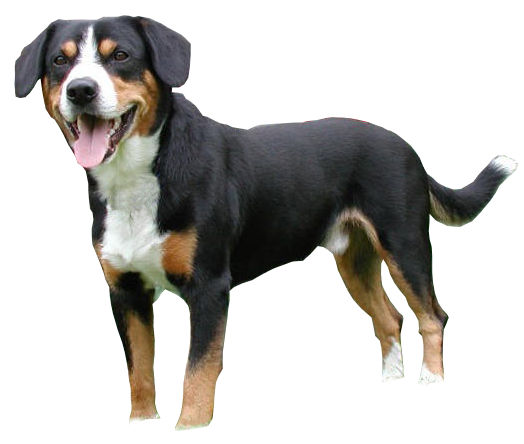
de l'Entlebuch,
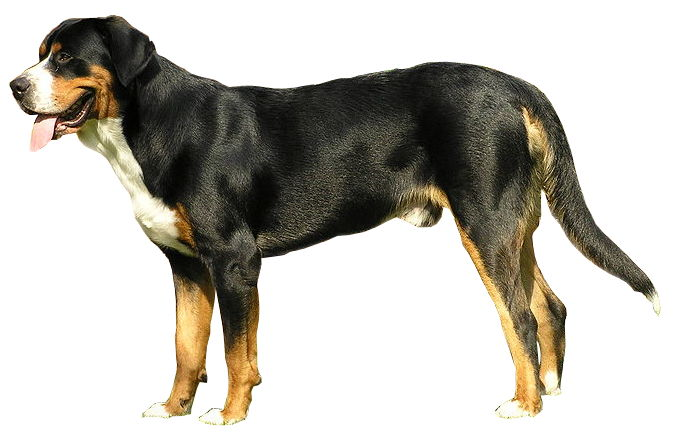
grand bouvier suisse.

### Bouviers non suisses
- Bouvier australien
- Bouvier australien courte queue
- Bouvier des Ardennes
- Bouvier des Flandres
- Welsh Corgi Cardigan
- Welsh Corgi Pembroke
- Bouvier des Açores (FCI groupe 2 - section 2)
- Bouvier allemand (Rottweiler) (FCI groupe 2 - section 2)

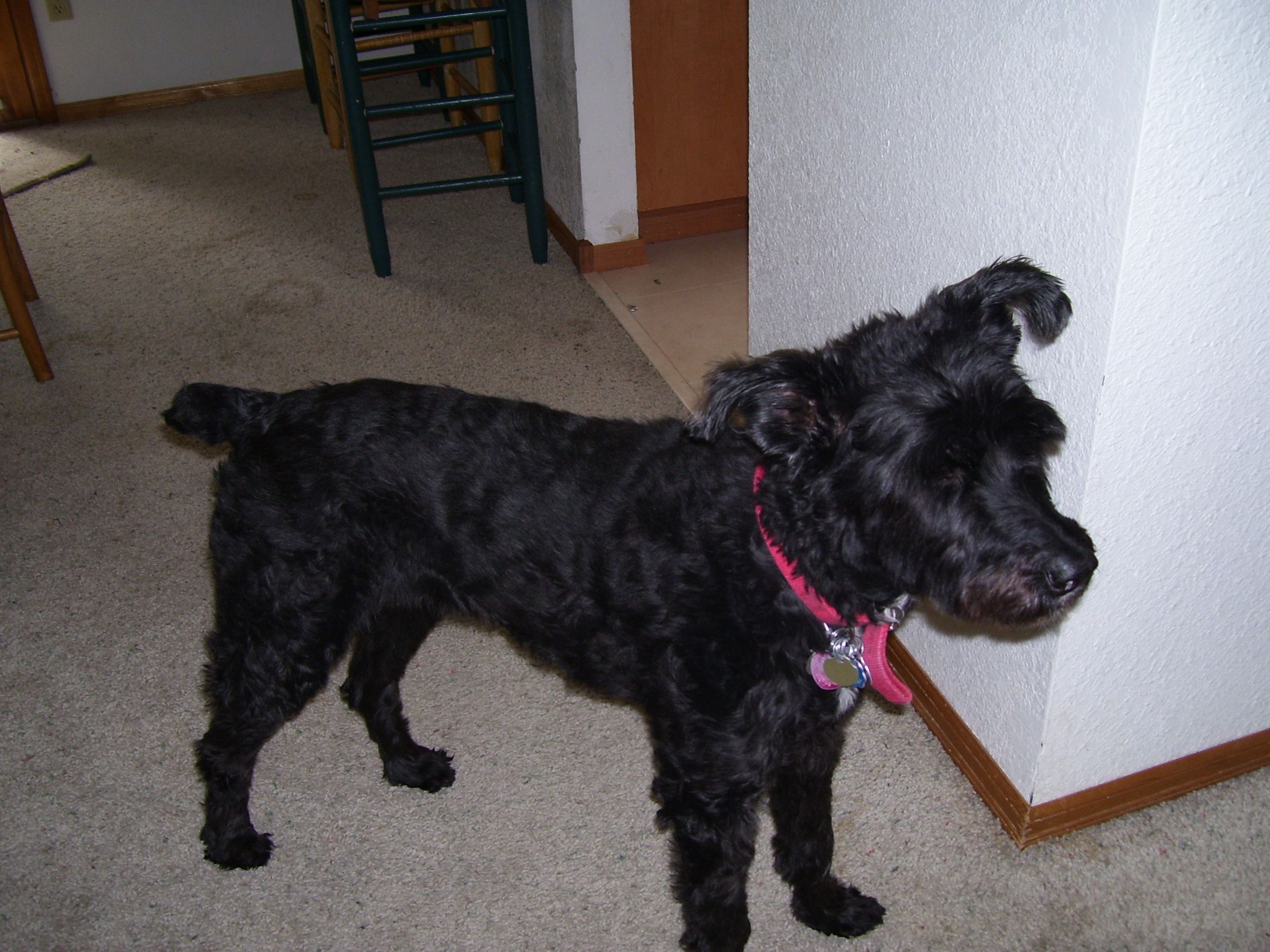
Shafed,
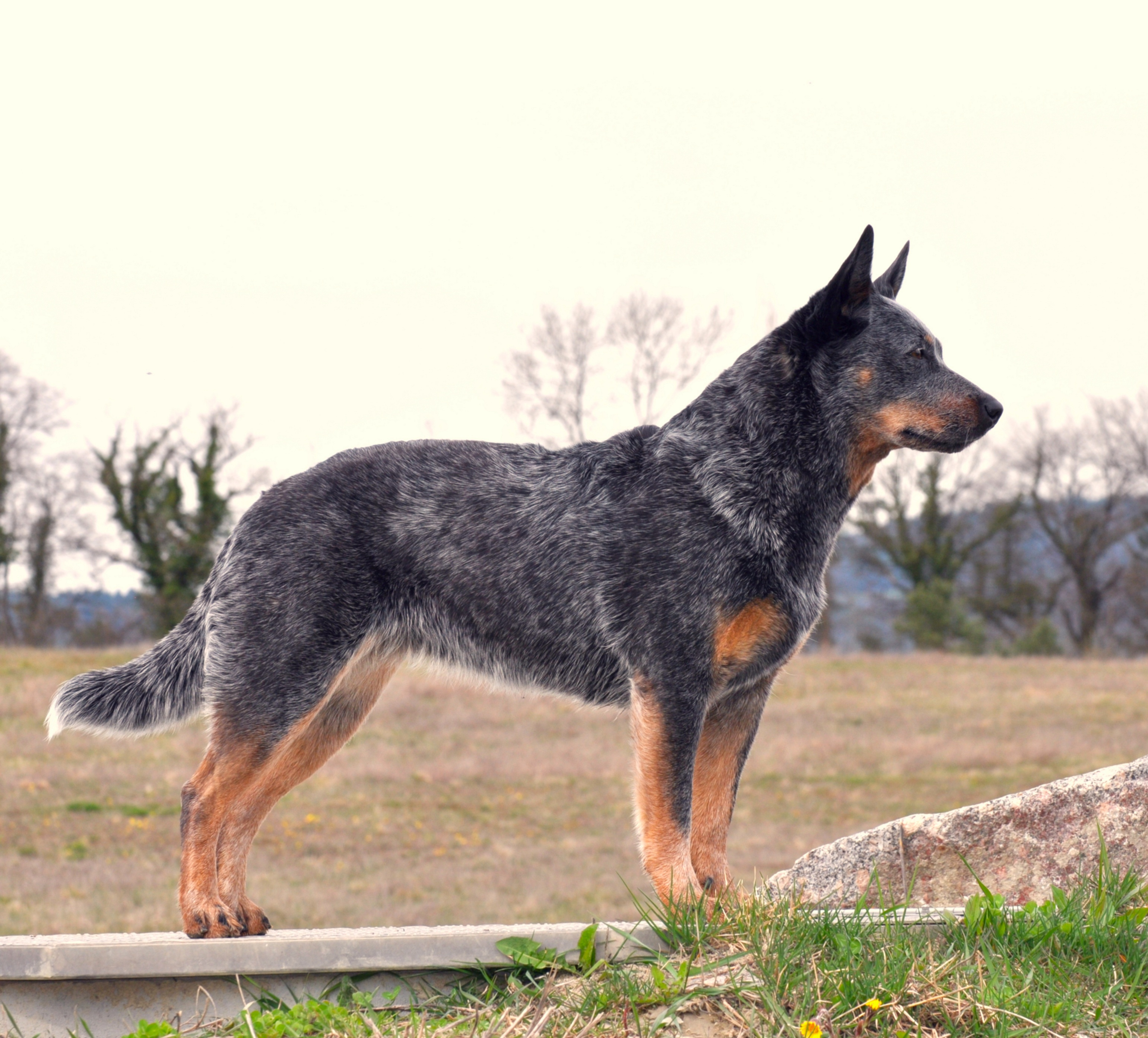
australien,
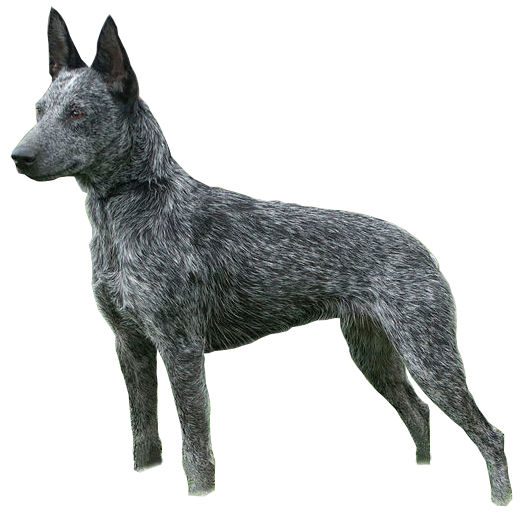
australien courte queue,
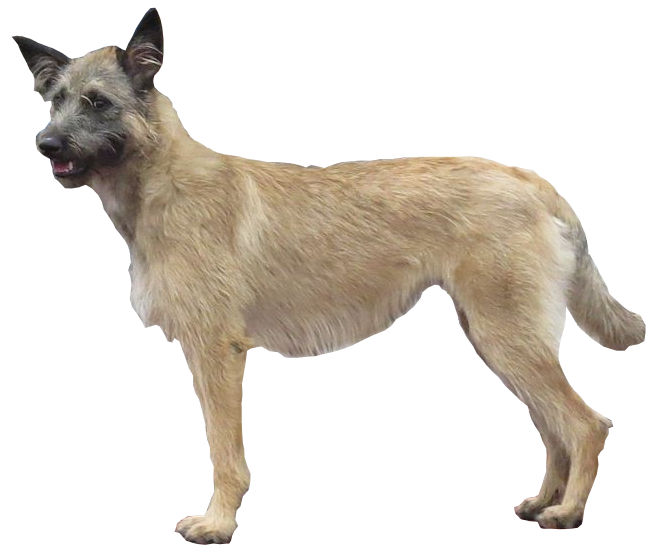
des Ardennes,
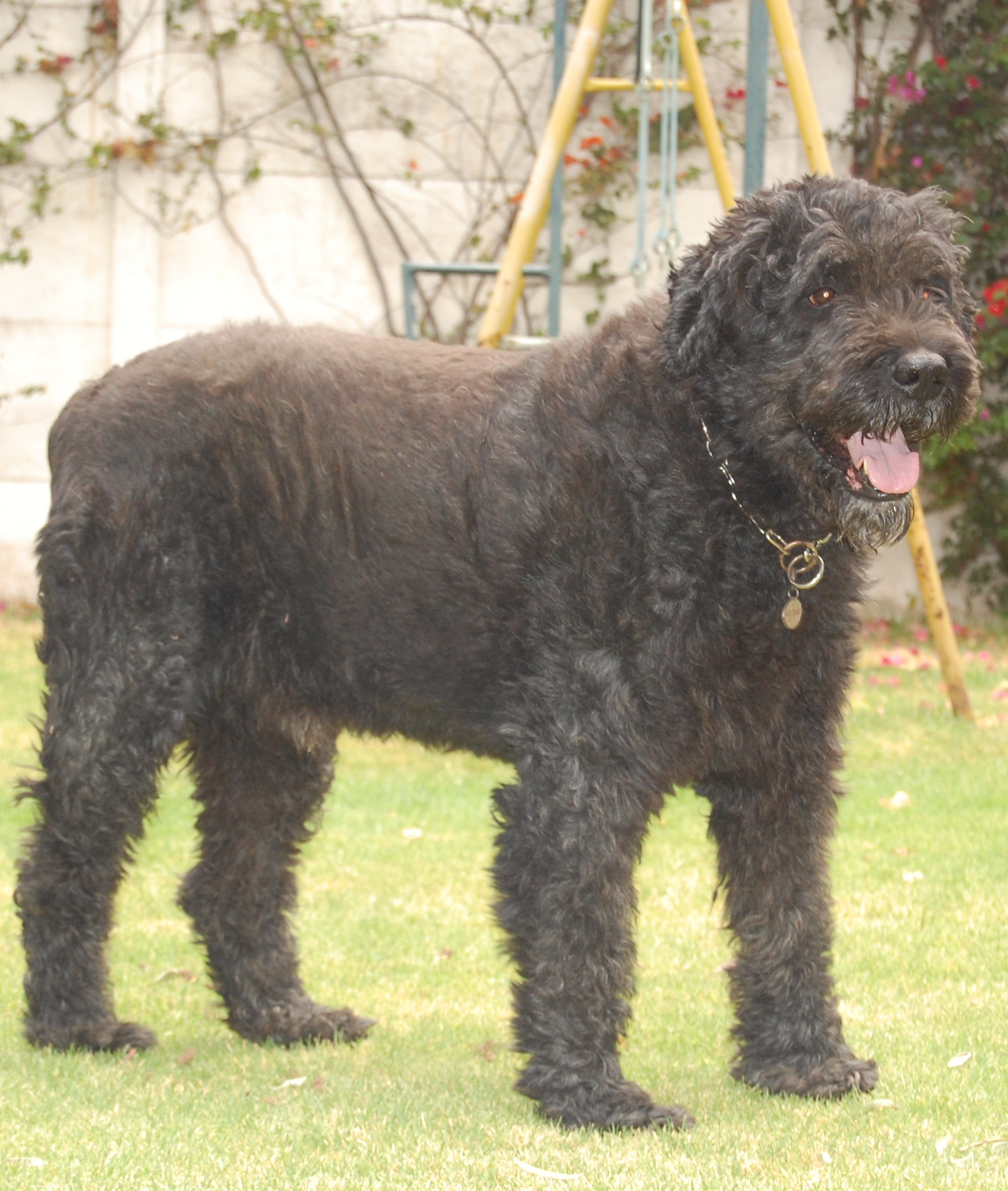
des Flandres,
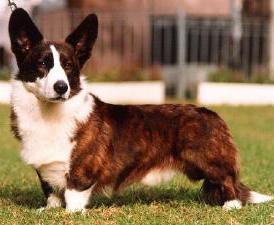
Welsh Corgi Cardigan,
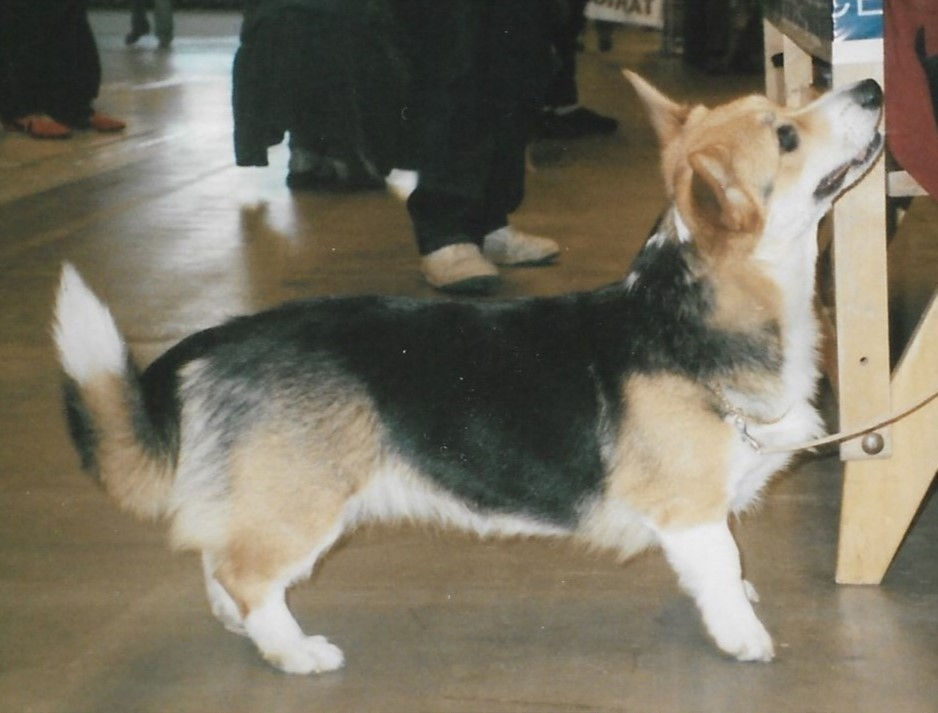
Welsh Corgi Pembroke,
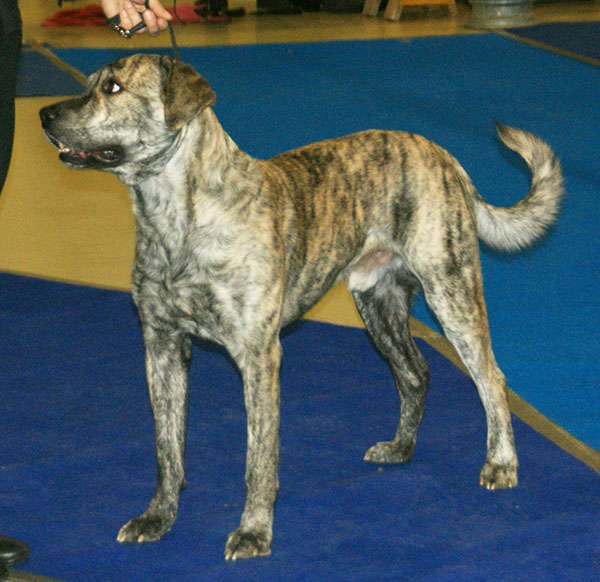
des Açores,
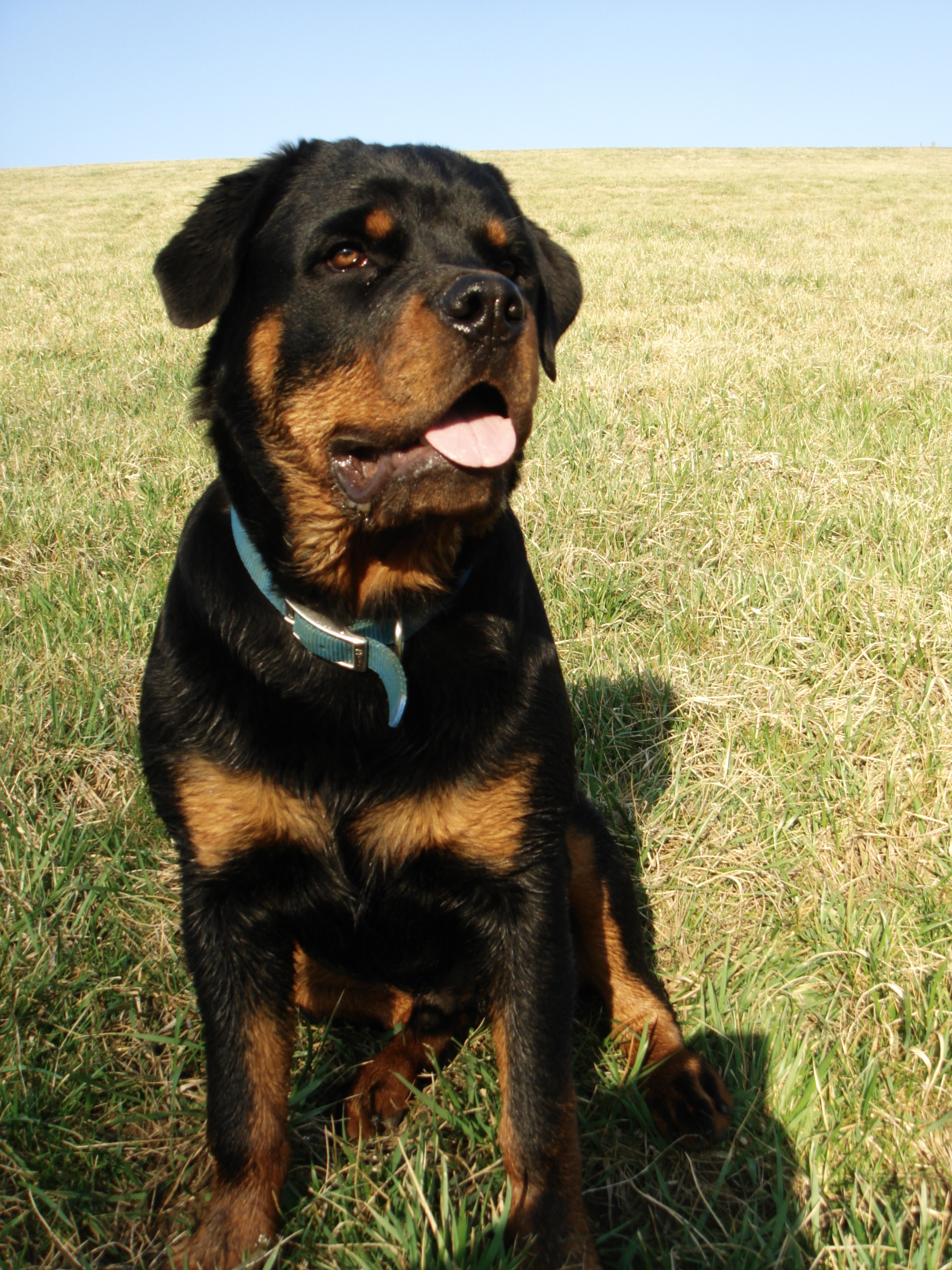
allemand.